# Carlsbad (Kalifornie)
Carlsbad je město ve Spojených státech amerických, v Kalifornii, v okrese San Diego County. Žije zde přibližně 115 tisíc obyvatel.

## Původ jména Carlsbad
V roce 1880 John Frazier (v některých pramenech Frasier) navrtal zdroj minerální vody, o kterém se později tvrdilo, že má stejné složení a účinky jako voda v lázních Karlsbad (dnešní Karlovy Vary v Česku). Takto přišel Carlsbad ke svému jménu. Vztah mezi Carlsbadem a Karlovými Vary existuje dodnes, protože jsou partnerskými městy a čas od času dochází ke vzájemným oficiálním návštěvám.

## Historie
V předkolumbovských dobách bylo území dnešního Carlsbadu osídleno Indiány z kmene Luiseno. V roce 1769 zabrali tuto oblast pro Španělsko conquistador Don Gaspar de Portola a františkánský páter Juan Crespi. Pojmenovali toto místo Agua Hedionda (což znamená zapáchající voda). Po osamostatnění Mexika od Koruny španělské se Agua Hedionda stála jeho součástí. Koncem 19. století bylo město spojeno železnicí s ostatními městy na pobřeží. John Frazier zde koupil více než 100 akrů půdy a navrtával artéské studně. V roce 1886 od něj půdu koupil Gerhard Schutte a přejmenoval Agua Hedionda na Carlsbad. Mezi světovými válkami se zde usazovali umělci z nedalekého Hollywoodu, po roce 1941 se do nedalekého San Diega přesunulo velení pacifické flotily a po válce se zde usazovali veteráni.

## Zajímavosti
- Legoland Kalifornie, napodobenina dánského Legolandu
- Flower Field, rozkvetlá jarní pole
- Socha zakladatele města J. Fraziera, dílo českého sochaře Václava Lokvence (bývalý primátor města Karlovy Vary)
- Veřejná fontánka minerální vody, majitelem tohoto pramene je Čechoameričan Ludvik Gregorias. Vodu nejen plní do lahví, ale stejně jako v Karlových Varech ji používá i k léčebným procedurám.
- Muzeum hudby (Museum of Making Music), otevřeno roku 2000, seznamuje s vývojem pop music od roku 1890. Sbírka hudebních nástrojů.

Ve městě má centrálu Americký gemologický institut.

## Sport a kultura
Carlsbad má jedny z nejlepších golfových hřišť na světě. Významnou roli hraje i tenis, tradičně se zde v srpnu pořádá ženský profesionální turnaj Mercury Insurance Open. Již tradicí se staly letní páteční jazzové koncerty.

## Partnerská města
- Karlovy Vary, Česko